# بلين باتو
بلين باتو (بالتركية: Pelin Batu)‏ (27 ديسمبر 1978، أنقرة) ممثلة وشاعرة ومؤرخة تركية.

## أول أعوام في حياتها وتعليمها
قضت بلين باتو طفولتها في عدة دول أجنبية مثل جمهورية التشيك والولايات المتحدة الأمريكية وباكستان وذلك لأن والدها إينال باتو كان سفيراً متقاعداً. أنهت بلين باتو مدرستها الثانوية في مدرسة ماريماونت بمدينة نيويورك. وعلاوة على ذلك اكتسبت بلين مواهب موسيقية ومسرحية في كلية مانيس الموسيقية. وبعد أن بدأت بلين في دراسة الأدب والفلسفة في جامعة نيويورك قامت باستبدال القسم التي كانت تدرس به بقسم التاريخ. وأكملت بلين فيما بعد تعليمها بجامعة البوسفور. وفي عام 2012 حصلت على شهادة الدكتوراه من جامعة البوسفور.

## مهنتها
دخلت بلين باتو لعالم السينما لأول مرة بفيلم " مسامرة حريم " وقامت أيضا بدور البطولة في العديد من الأفلام والمسلسلات التلفزيونية. وكتبت بلين باتو مع أحمد ألماز كتاباً باسم "التاريخ اليهودي" ". سجلت بلين باتو مع مراد برداقجي وإرهان أفيونجو برنامجا تاريخيا بعنوان "الغرفة الخلفية للتاريخ" حيث أنه أذيع على قناة أخبار تركيا. أعدت بلين باتو برنامج الفنون الثقافية وقدمته باسم "تناسق الألوان" على قناة أخبار تركيا. وكانت بلين باتو كاتبة عمود بصحيفة ملليت اليومية. وفي الوقت نفسه كانت بلين باتو ضيفة دائمة لأوكان بايولجن ببرامج "رئيس الجهاز ورئيس بودنغ". إلا أنها لا تزال تعد وتقدم برنامج "بدون خيار" على قناة أيه أر تي التلفزيونية.

## حياتها الخاصة
في 18 نوفمبر عام 2012 صرحت بأنها لا تؤمن بالله قائلة «أنا إنسان بشري وليس ربوبي». تربت على الإسلام وأصبحت ملحدة لاحقاً.

## أفلامها
- مسامرة حريم – شركس جاريا نفرس – 1999
- شمس الغروب – جوليدة – 1999
- ألعاب إثارة الوهم – زينب 1999
- المفوض شكسبير – سو ابنة المفوض – 2000
- مع شيلا – نهال – 2001
- هو جنديا الآن – موزايين – 2002
- في الداخل – كيزار – 2002
- الأب – دنيز – 2003
- ملاحظة ساخرة – 2003
- أين ضوء القمر – 2004
- كرم وأصلي 2004
- الليل الصامت – تشيشك – 2005
- عملية الكرز – المعلمة الرقيقة – 2006
- رأيت حلم ليلة أمس – لالي – 2006
- لن أبقى لفترة أطول – الفنانة كونوك – 2007
- بعد المطر – سومرو – 2008
- بارود في دمي – 2009

## كتبها
- الزجاج، 113 PP، 2003، رقم اعتماد الكتاب: , ISBN 975-08-0654-9
- تاريخ اليهودية، 304PP، 2007، رقم اعتماد الكتاب: ISBN 978-9944-1-7417-6
- كتاب الرياح، 224 PP، 2009، رقم اعتماد الكتاب: ISBN 978-989-48-9365-3
- كتاب صور، 48 PP، 2013، رقم اعتماد الكتاب: ISBN 978-605-5102-03-6

## وصلات خارجية
- بلين باتو على موقع IMDb (الإنجليزية)
- بلين باتو على موقع ألو سيني (الفرنسية)
- بلين باتو على موقع أول موفي (الإنجليزية)
- بلين باتو على موقع قاعدة بيانات الفيلم (الإنجليزية)
- بلين باتو على موقع كينوبويسك (الروسية)
- بيلين باتو: نلعب مع أفغانستان في رابطة حرية الصحافةنسخة محفوظة 14 سبتمبر 2016 على موقع واي باك مشين.
- سيرة سيرين باتونسخة محفوظة 28 فبراير 2019 على موقع واي باك مشين.
- مقابلة مع بيلين باتونسخة محفوظة 18 يونيو 2012 على موقع واي باك مشين.
- حياة بيلين باتونسخة محفوظة 21 يناير 2015 على موقع واي باك مشين.